# Туманність Полум'я
NGC 2024 (туманність Полум'я) — галактична туманність, залишки наднової зірки типу EN (емісійна туманність) у сузір'ї Оріон.
Відкривачем цього об'єкта є Фрідріх Вільгельм Гершель, який вперше спостерігав за об'єктом 1 січня 1786.
Цей об'єкт міститься в оригінальній редакції нового загального каталогу.

## Галерея

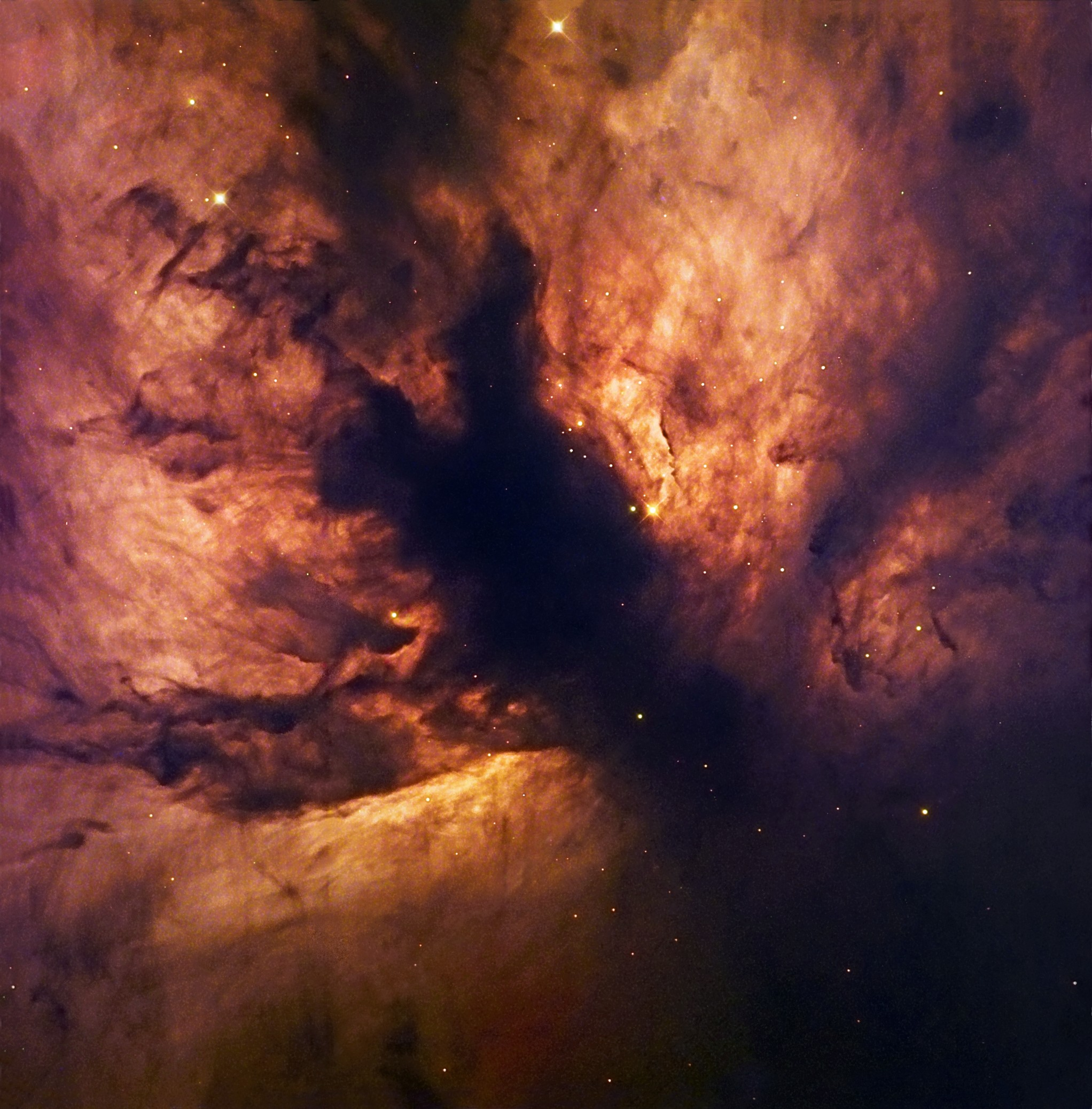
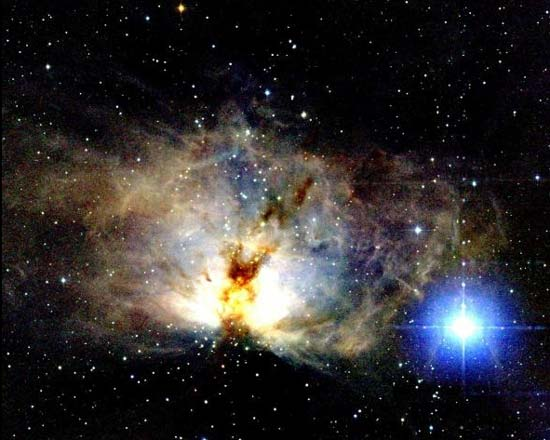
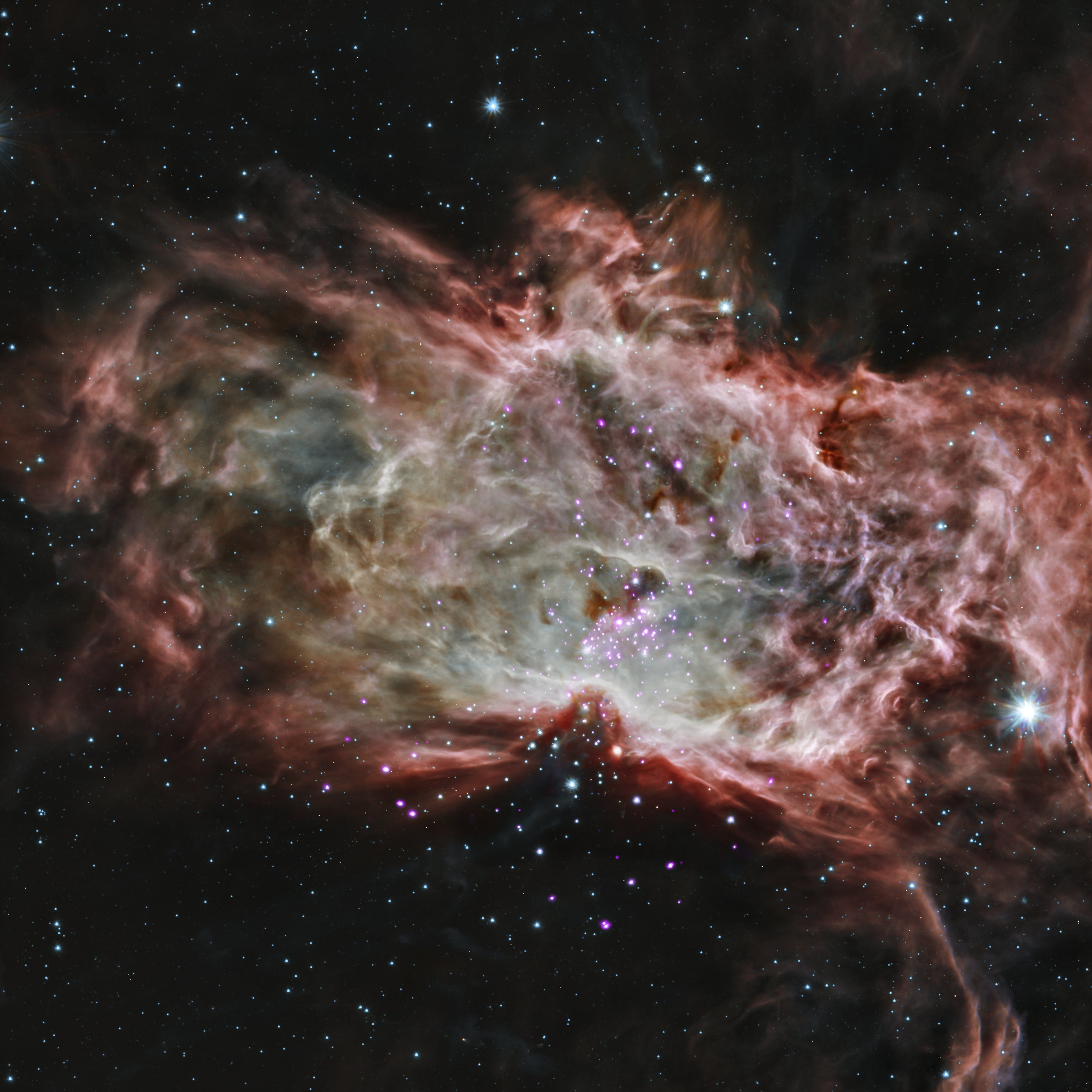